# Natten är ung
Natten är ung är den svenske rockartisten Tomas Ledins fjärde studioalbum, utgivet på skivbolaget Polydor 1976.
Skivan utgavs ursprungligen på LP, men återutgavs på CD 1991, då med en bonuslåt.

## Låtlista
Alla låtar är skrivna av Tomas Ledin.

### LP
A
1. "Festen har börjat" – 5:56
2. "Delad strid känns lättare" – 5:02
3. "Natten är ung" – 5:52
4. "Ge mig nyckeln till din dörr" – 2:18

B
1. "Ensam om natten" – 4:52
2. "Hade du glömt" – 3:56
3. "Vattnet låg lugnt och solen den sken" – 2:57
4. "Innan morgonen kom" – 5:33

### CD
1. "Festen har börjat" – 5:56
2. "Delad strid känns lättare" – 5:02
3. "Natten är ung" – 5:52
4. "Ge mig nyckeln till din dörr" – 2:18
5. "Ensam om natten" – 4:52
6. "Hade du glömt" – 3:56
7. "Vattnet låg lugnt och solen den sken" – 2:57
8. "Innan morgonen kom" – 5:33
9. "Jag skulle vilja säga till dig" (bonuslåt) – 2:49

## Medverkande
- Lars Beijbom – trummor
- Leif Carlquist – producent
- Wlodek Gulgowski – piano, klarinett
- Rutger Gunnarsson – bas
- Tomas Ledin – sång, gitarr
- Sabu Martinez – congas, slagverk
- Janne Schaffer – gitarr

### Fotnoter
1. 1 2  ”Natten är ung”. Discogs.com. http://www.discogs.com/Tomas-Ledin-Natten-%C3%84r-Ung/release/2350204. Läst 14 januari 2013.
2. ↑  ”Natten är ung”. Svensk mediedatabas. http://smdb.kb.se/catalog/search?q=Tomas+Ledin+Natten+%C3%A4r+ung&x=0&y=0. Läst 14 januari 2013.